# Poiana Ilvei, Bistrița-Năsăud
Poiana Ilvei (Nume anterior, înainte de 1918: Sâniosif, maghiară Szentjózsef, Pojána) este satul de reședință al comunei cu același nume din județul Bistrița-Năsăud, Transilvania, România.

## Așezare
Localitatea Poiana Ilvei este situată în partea nord-estică a județului, la poalele munților Rodnei și este străbătută de valea Ilvei.

## Personalități
- Valer Vârtic (1877-?), preot greco-catolic, delegat la Marea Adunare Națională de la Alba Iulia 1918

## Vezi și
- Biserica de lemn din Poiana Ilvei